# Liste der Monuments historiques in Verrey-sous-Salmaise
Die Liste der Monuments historiques in Verrey-sous-Salmaise führt die Monuments historiques in der französischen Gemeinde Verrey-sous-Salmaise auf.

## Liste der Immobilien
| Bezeichnung                          | Beschreibung                                         | Standort                | Kennzeichnung | Schutzstatus | Datum | Bild           |
| ------------------------------------ | ---------------------------------------------------- | ----------------------- | ------------- | ------------ | ----- | -------------- |
| Château de Verrey-sous-Salmaise      | Schloss, 1769 erbaut                                 | Place du Château (Lage) | PA00112714    | Classé       | 1944  | weitere Bilder |
| Festes Haus von Verrey-sous-Salmaise | festes Haus mit zwei Rundtürmen, 17. Jahrhundert (?) | 23 rue du Giboux (Lage) | PA00112715    | Inscrit      | 1971  | weitere Bilder |